# First News
First News là đơn vị chuyên phát hành sách tại Việt Nam thuộc sở hữu của Công ty TNHH Văn hóa Sáng tạo Trí Việt được thành lập vào ngày 10 tháng 12 năm 1994.

## Lịch sử

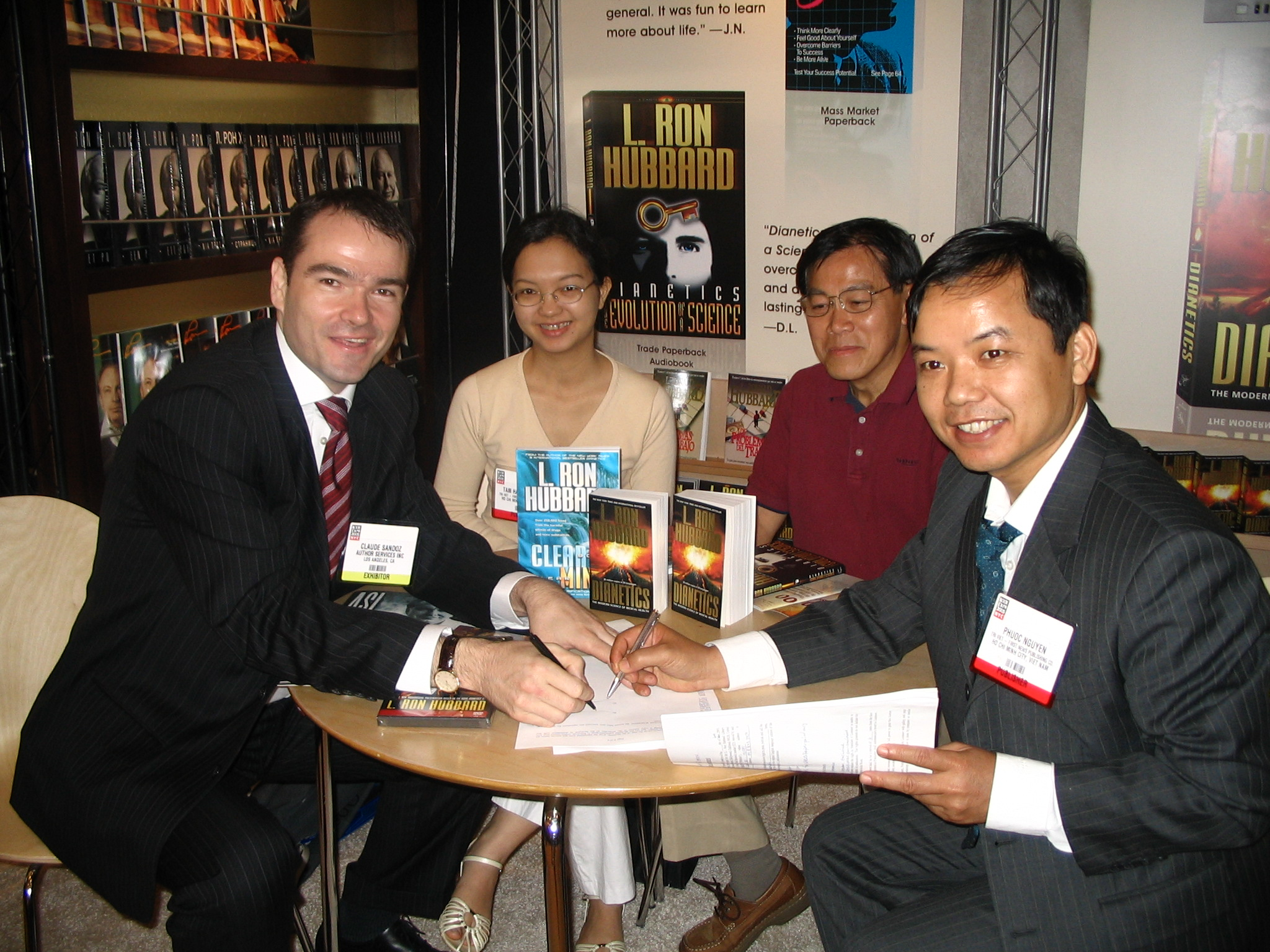
ông Nguyễn Văn Phước (ngoài cùng bên phải)

First News được thành lập vào ngày 10 tháng 12 năm 1994 ban đầu là một nhóm dịch chỉ có ba người với tên gọi là Ban biên dịch First News. Hiện tại First News có trụ sở chính tại tòa nhà 11H Nguyễn Thị Minh Khai, Quận 1, TP.HCM thuộc Công ty TNHH Văn hóa Sáng tạo Trí Việt với giám đốc kiêm người sáng lập công ty là Nguyễn Văn Phước.
Theo First News hiện công ty đang là là đối tác của trên 200 nhà xuất bản và cơ quan bản quyền. Năm 2014 Công ty nhận được giải thưởng Thương hiệu hàng đầu - Top Brands 2014 do Hiệp Hội Thương mại toàn cầu & Viện Kinh tế Việt Nam chứng nhận.

## Một số ấn phẩm nổi bật
- Đắc nhân tâm
- Sống an vui - Khangser Rinpoche

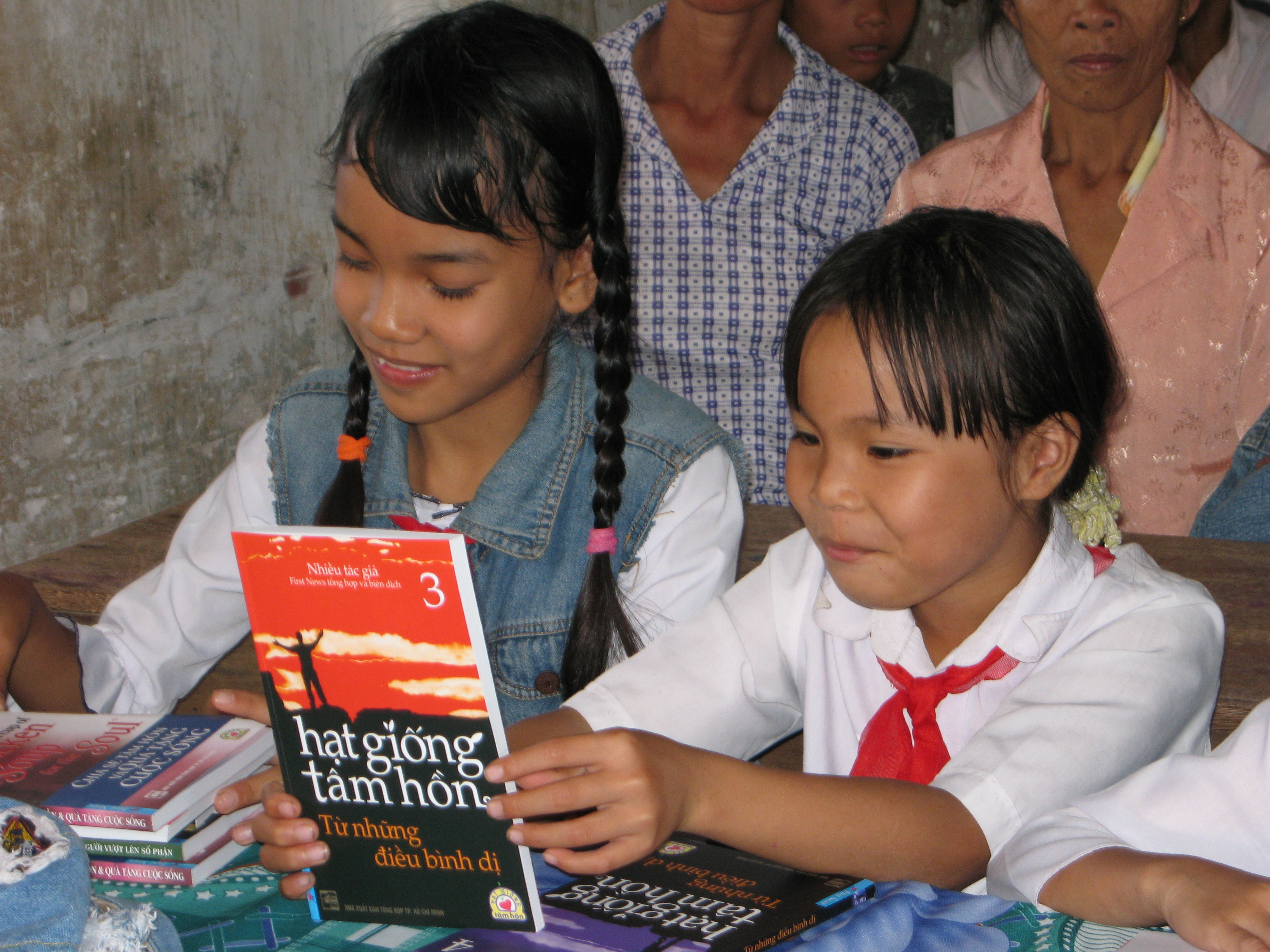
Hạt giống tâm hồn - Sách của nhà xuất bản First News

- Làm chủ cuộc đời - Khangser Rinpoche
- Muôn kiếp nhân sinh - Nguyên Phong
- Sổ tay truyền cảm hứng – Giá trị vĩnh hằng
- Hạt giống tâm hồn – Tuyển chọn những câu chuyện hay nhất
- Bộ sách Hạt giống tâm hồn (Chicken Soup for the Soul)
- Cuộc sống không giới hạn – Nick Vujicic
- Bí mật của may mắn
- Quà tặng diệu kỳ
- Phút nhìn lại mình
- Thay thái độ - Đổi cuộc đời
- Tìm về sức mạnh vô biên
- Hành trình về phương Đông
- Hiểu về trái tim
- 7 thói quen để thành đạt
- Quẳng gánh lo đi và vui sống
- My Vision - Tầm nhìn thay đổi quốc gia
- Cho khế nhận vàng
- Tư duy đột phá
- X6 - Điệp viên hoàn hảo
- Chân trần chí thép
- Hồi ký Hillary Clinton và Chính trường nước Mỹ
- Cách nghĩ để thành công

### Báo
- "Nhà xuất bản Mỹ tuyên bố cùng First News chống in lậu tại Việt Nam". Lao động Online. ngày 23 tháng 4 năm 2015.
- Tăng Bá Sên (ngày 25 tháng 10 năm 2014). "First News - Trí Việt nhận giải Top Brands 2014". Thanh Niên Online.
- Nguyễn Trang (ngày 27 tháng 7 năm 2015). "Bức tranh Gạc Ma và vòng tròn tri ân". Văn Nghệ Công An online.
- Trần Nguyên Anh (ngày 11 tháng 2 năm 2015). "'Những hạt giống tâm hồn' cho tù nhân". Tiền Phong online.
- "Từ "Hạt giống tâm hồn" đến bước đột phá cho sân chơi lớn văn học". VTV online. ngày 6 tháng 2 năm 2014.

- Nhật Lệ (ngày 4 tháng 7 năm 2013). "Làm sách cũng giống như hành đạo". Lao động online.
- "Lá thư thổ lộ "2 lần toan tính tự tử" trong tù của anh trai nhà báo Hoàng Khương". ngày 1 tháng 12 năm 2014. Bản gốc lưu trữ ngày 13 tháng 8 năm 2015.
- "Chặng đường 19 năm và câu chuyện Hạt Giống Tâm Hồn". Tiền Phong online. ngày 12 tháng 10 năm 2013.
- Tô Văn Trường (ngày 9 tháng 1 năm 2015). "Bài học quý giá từ một đốm lửa nhỏ Gạc Ma". Chiếu Làng online. Bản gốc lưu trữ ngày 12 tháng 3 năm 2016.